# Ribose
Le ribose est un aldopentose (un pentose du type aldose), c'est un ose constitué d’une chaîne de cinq éléments carbone ainsi que d’une fonction aldéhyde. C'est un pentose qui joue un rôle important pour les êtres vivants surtout dans sa forme D. Son rôle biologique a été découvert par Phoebus Levene et Walter Abraham Jacobs (en) en 1908 aux États-Unis, au Rockefeller Institute for Medical Research à New York et l'on a pu croire que ribose, était "rib"-ose, supposé de  Rockefeller Institute of Biochemistry. Cependant, le ribose était nommé ainsi par Emil Fischer dès 1891, à partir des lettres de arabinose. En effet, Fischer avait obtenu le ribose par isomérisation de l'arabinose (tiré de la gomme arabique), ce dont il s'est inspiré pour passer de arabinose à ribose par inversion des lettres. Au demeurant, dans ses publications de 1909, Phoebus Levene évoque le ribose en se référant à Fischer. Le R de ARN est donc bien celui d'aRabique et non celui de Rockefeller.  

## Isomérie
Comme la plupart des sucres, le ribose existe sous la forme d'un mélange de formes cycliques en équilibre avec sa forme linéaire, et celles-ci s'interconvertissent facilement, surtout en solution aqueuse. Le nom «ribose» est utilisé en biochimie et en biologie pour désigner toutes ces formes, bien que des noms plus spécifiques pour chacun soient utilisés au besoin.
Dans sa forme linéaire, le ribose peut être reconnu comme le sucre pentose dont tous les groupes fonctionnels hydroxyle sont du même côté dans sa projection de Fischer. Le d-ribose a ces groupes hydroxyle sur le côté droit, et est associé au nom systématique (2R, 3R, 4R) -2,3,4,5-tétrahydroxypentanal, tandis que le l-ribose a ses groupes hydroxyle apparaissent sur le côté gauche dans une projection Fischer.
La cyclisation du ribose se produit via la formation d'hémiacétal due à l'attaque de l'aldéhyde par le groupe hydroxyle C4', pour produire une forme furanose, ou par le groupe hydroxyle C5' pour produire une forme pyranose. Dans chaque cas, il existe deux résultats géométriques possibles, appelés α- et β- et appelés anomères, en fonction de la stéréochimie au niveau de l'atome de carbone hémiacétal (le «carbone anomérique»). À température ambiante, environ 76% du d-ribose est présent sous les formes pyranose : 228 (α: β = 1: 2) et 24% sous les formes furanose : 228 (α: β = 1: 3), avec seulement environ 0,1% de la forme linéaire présente.
Le D-Ribose a la même configuration à son avant-dernier atome de carbone près que le D-glycéraldéhyde.
Dans l'eau, la forme isomère prédominante est le β-D-ribopyranose (58,5 %).
| Isomères cycliques du D-ribose | Isomères cycliques du D-ribose | Isomères cycliques du D-ribose |
| Forme linéaire                 | Projection de Haworth          | Projection de Haworth          |
| ------------------------------ | ------------------------------ | ------------------------------ |
| <1 %                           | α-D-ribofuranose 6,5 %         | β-D-ribofuranose 13,5 %        |
| <1 %                           | α-D-ribopyranose 21,5 %        | β-D-ribopyranose 58,5 %        |

## Biosynthèse
Le ribose est produit dans la cellule par la voie des pentoses phosphates, qui est l'une des voies principales du métabolisme énergétique (avec la glycolyse et la voie d'Entner-Doudoroff). La première phase de cette voie, appelée phase oxydative irréversible, produit du ribulose-5-phospate à partir du glucose-6-phosphate et génère deux molécules de NADPH. Le ribulose-5-phosphate (un cétose) subit ensuite une isomérisation catalysée par la phosphopentose isomérase qui donne le ribose-5-phosphate (un aldose).

Phase oxydative de la voie des pentoses phosphates

## Rôle biologique
La principale forme d'apparition du ribose est comme constituant d'un nucléoside, composé d'une molécule de ribose et d'une base azotée.
Il forme ensuite des nucléotides mono-, di- ou tri-phosphate par ajout de groupe phosphates successifs.
C'est ainsi un composant de l'ATP (Adénosine triphosphate), du NADH, et de diverses autres molécules importantes dans les processus métaboliques.
De leur côté, les nucléotides monophosphates constituent les composants de l'ARN, lequel est utilisé dans la transcription génétique.
Le ribose est apparenté au désoxyribose qui est un composant de l'ADN.
Voir l'article Désoxyribose pour plus d'information sur ces deux sucres, ce qui les apparente, et leurs liens avec le matériel génétique.

Nucléotides, nucléosides et bases nucléiques